# 具滋根
具滋根（：／ Gu Ja-geun，1967年10月9日—），韓國保守派政治人物，第21屆韓國國會議員。